# دنیای جدید (فیلم ۱۹۹۵)
دنیای جدید (انگلیسی: New World) فیلمی به کارگردانی آلن کورنو است که در سال ۱۹۹۵ منتشر شد. از بازیگران آن می‌توان به جیمز گاندولفینی، آلیسیا سیلورستون و دیوید جانسون اشاره کرد.